# Víctor Ramírez
Víctor Ramírez Rodríguez (n. Las Palmas de Gran Canaria; 30 de junio de 1944), periodista, profesor, escritor en Dialecto canario y editor.
Miembro de la Academia Canaria de la Lengua.
Admirador de la música mexicana, ha realizado para la radio los programas Que te vaya bonito, El Tenampa y El rincón de la cantina así como editor junto a Rafael Franquelo de Antonio Bermejo, Isaac de Vega, Natalia Sosa y Nicolás Estévanez, entre otros.

## Obra literaria

### Edición
- La guitarra del Atlántico (1973)
- Literatura Canaria. Antología de textos: siglos XVI-XX (1976)
- Rumores paganos con Rafael Franquelo (1980)
- Cuentos canarios contemporáneos  con Ángel Sánchez (1980),
- Narrativa canaria del siglo XV (1990)
- Catre de Viento (1993)

### Recopilaciones de artículos de opinión periodísticos
- Respondo (1993)
- La Escudilla (1994)
- La rendija (1997)
- Palabras de Amazigh (1998)
- Desde el callejón sin salida (1999)
- El fósforo encendido (2003)
- Patria es raíz y destino  (2010)

### Cuentos
- Cuentos apátridas
- Cuentos cobardes (1977)
- Arena Rubia y otros relatos (1991)
- Desde el Sur (1996)

### Novela
- Lo más hermoso de mi vida (1982)
- Nos dejaron el muerto (1984; la novela inspirará la película La Caja dirigida por Juan Carlos Falcón y estrenada en 2007)
- De aquella zafra (1992)
- Sietesitios queda lejos (1998)
- El arrorró del cabrero (1999)
- En la burbuja (2000)
- Largo oscuro origen (2008)
- Arena Rubia (2009)
- La tercera mitad del cariño (2009)
- Precisamente (2009)
- Guirre sin alas (2009)
- La machanguita (2010)
- Criaturadivina (2017)